# 創藝坊
創藝坊是黃大仙本土文化經濟墟市計劃。

## 簡介
“創藝坊”是由香港遊樂場協會於2005至2007年舉辦的嘉年華會式墟市計畫。當時香港失業問題嚴重，香港特區政府邀請福利機構提供計劃書，發展位於黃大仙廟側佔地近四萬平方呎的原黃大仙上邨二期土地，推動本土經濟。最後，場地由民政事務總署借出並由黃大仙區議會支持下交由香港遊樂場協會以社會企業形式開展有關計畫。

## 內容
計畫的主要內容包括50多個提供給失業人士廉價租用的攤檔，場內的大型表演舞台，每星期為社區提供多姿多彩的免費文化表演和傳統節日慶祝節目。此外，更設有多項機動遊戲及老幼咸宜的遊戲活動攤位。

## 統計
創藝坊於2007年4月29日全部完成，在運作的18個月內，共服務了超過664萬名市民，單日最高入場人次達到71,294人。　在推動本土經濟方面，近600人在此創業，香港遊樂場協會亦於營運期內合共聘請了127名職員推行有關工作，舉辦了近200場不同類型的表演節目，從粵曲、舞蹈、話劇，以至中樂音樂會或小型演唱會等。

## 成果
此外，創此計劃在推動社會企業及青少年就業培訓上亦有不少貢獻。透過社會福利署和民政事務處的協作，“創藝坊”提供了多項就業培訓項目，培訓了過百名青少年參與零售及創業等工作。 在創藝坊營運的社會企業亦聘請了數十名弱能人士，為市民提供優質和廉價的可口食品。

## 將來發展
計畫完結後，由於本港整體經濟大有改善，藉著這段時間內所獲得的工作和營運經驗，不少檔主及青少年都能夠找到合適的工作繼續發展。創藝坊亦在完成歷史任務後，功成身退，場地交回政府，並改為露天停車場。

### 書籍及文獻
1. 葉永成.  (M). 香港: 明報. 2005: F2版.
2. 香港特別行政區政府 商務及經濟發展局電影服務統籌科 創藝坊-黃大仙 http://www.fso-createhk.gov.hk/accessibility/eng/locations_details.cfm?Photo_Num=01405%5B%5D
3. 香港特別行政區政府 民政事務總署 新聞公告２００８ 年 ５ 月 １６ 日 （ 星 期 五 ）http://www.had.gov.hk/tc/publications/press_releases/press_2008051602.htm （页面存档备份，存于）
4. 溫立文.  (M). 香港: 博學出版社. 2009: 215. ISBN 978-988-97128-6-0.

## 外部連結
- 官方網站
- 創藝坊的的圖片 （页面存档备份，存于）